# Kristina Abelli Elander
Ellen Kristina Abelli Elander, född 25 juni 1952 i Stockholm, är en svensk konstnär.

## Biografi
Kristina Abelli Elander utbildade sig på Birkagårdens konstskola 1972–1973 och solodebuterade på Galleri Händer i Stockholm 1978. Hon arbetade tidigt med serieartade målningar i akryl på masonit eller duk, som kritiserade rådande könsförhållanden. Har även publicerat serier/teckningar under 80-tal och 2000-tal i bland annat Galago och Hjälp!. Senare har hon bland annat arbetat med stora rumsliga installationer med väggmåleri/teckning och figurer i keramik och textil som visats på galleri Schaper & Sundberg i Stockholm.
Under tidigt 1980-tal drev hon ett alternativt galleri/klubb BarBar på Jakobsgatan i Stockholm tillsammans med Kim Klein och Kjell Furberg med flera. Hon arbetade under 70-, 80- och 90-talet även som kostymör. Hon gjorde kostym till Marie-Louise Ekmans filmer Barnförbjudet, Mamma pappa barn och Sagan om den lilla flickan och den. Har även arbetat med Alexandersson  & De Geer på TV-serien Privatdetektiven Kant, kortfilmen Tvätten, Spårvagn till havet och Med kameran som tröst, del 2. Hon har under 90- och 2000-tal undervisat på Konstfack och varit gästprofessor på Kungliga Konsthögskolan åren 2007-2011 i Stockholm. Har gett ut den autobiografiska grafiska romanen Staden, Flickorna, Tiden ...tiden... på Bokförlaget Mormor 2011 
Kristina Abelli Elander finns representerad vid bland annat Göteborgs konstmuseum, Moderna museet och Norrköpings Konstmuseum.